# Émilie-Louise Delabigne
Émilie-Louise Delabigne, känd som grevinnan Valtesse de La Bigne, född 1848 i Paris, död 29 juli 1910 i Ville-d'Avray, var en fransk Demimondekurtisan, konstsamlare, mecenat och värd för en litterär salong. Hon var prostituerad från tidig ålder och var under 1870-talet en av de mest berömda kurtisanerna i Paris. Hon höll en salong som blev samlingspunkt för den dåtida konstvärlden i Paris, agerade mecenat för konstnärer och skapade en betydande konstsamling. Hon stod modell för berömda tavlor. 